# Cinema de vanguarda
Cinema de Vanguarda é um cinema concebido entre a década de 1920 e a década de 1930 na França, quando os artistas das correntes de vanguarda (surrealismo, dadaísmo, impressionismo, cubismo,...) resolveram experimentar a linguagem cinematográfica. Resultou-se dessa experimentação o cinema como Arte. A partir da criação de cine-clubes, o cineasta pioneiro vanguardista Louis Delluc mobilizou artistas de renome como Marcel Duchamp (Dadaísmo), Luis Buñuel, Salvador Dali (surrealismo), Abel Gance, Jean Epstein, e Dimitri Kirsanov. A estética do movimento vanguardista privilegiava o ritmo e o movimento. O objetivo dos cineastas era chocar a burguesia e causar impacto com sensações a partir de fenômenos visuais nos filmes nada comerciais. Explorou a iluminação e novos ângulos da câmera. O movimento foi se dissipando pela perseguição dos regimes totalitários que assumiram o poder por volta de 1930. A arte vanguardista era considerada degenerada e muitos cineastas acabaram migrando para os Estados Unidos e dando força a Hollywood. Outros passaram para a clandestinidade e alguns optaram por produzir filmes comerciais.